# Veldmuur
Veldmuur (Minuartia) is een geslacht van kruidachtige planten uit de anjerfamilie. Het geslacht is vernoemd naar Juan Minuart (1693–1768), een Spaanse plantkundige en apotheker.
Het geslacht wordt gekenmerkt door tegenoverstaande bladeren, witte (soms roze) bloemen met 5 kroonbladen en 5 kelkbladen, 10 stuifmeeldraden en 3 tot 4 stijlen. Het zijn kleine eenjarige of overblijvende planten. De stuifmeeldraden staan in twee kringen van vijf.

## Verspreiding
Het geslacht is wijdverbreid op het Noordelijk Halfrond, en komt zowel in Europa, Azië als in Noord-Amerika voor. De soorten worden vooral in arctische en alpiene gebieden aangetroffen. Eén soort komt in Chili voor.

## Soorten
Het geslacht kent 120-175 soorten. Van de 120-175 soorten komen er in de Europese bergen 15-20 soorten voor.
Hier volgt een selectie van soorten:
- Minuartia dichotoma L.: de typesoort van dit geslacht. Ze komt alleen in Zuid-Spanje en Marokko voor.
- Minuartia capillacea ( (All.) Graebner): komt voor in Oost-Frankrijk, Zwitserland, Noord-Italië en het westelijk deel van voormalig Joegoslavië.[3]
- Minuartia drummondii (Shinners) McNeill: komt voor in de Verenigde Staten, en wel in Oklahoma, Arkansas, Louisiana en Texas[5]
- Minuartia kashmirica (Edgew.) Mattf.: komt voor in Afghanistan, Pakistan, India, Nepal en China (Xizang)[5]
- Minuartia mediterranea (Ledeb.) K.Maly: komt voor in Zuid-Europa, Noord-Afrika en Voor-Azië[6]

In Nederland komt Tengere veldmuur (Sabulina tenuifolia, synoniem: Minuartia hybrida) voor.

## Bescherming
In Nederland staat de Tengere veldmuur (Sabulina tenuifolia) op de rode lijst. 
... · 
Agrostemma · 
Arenaria (Zandmuur) · 
Cerastium (Hoornbloem) · 
Colobanthus · 
Corrigiola · 
Dianthus (Anjer) · 
Gypsophila (Gipskruid) · 
Herniaria (Breukkruid) · 
Holosteum · 
Honckenya · 
Illecebrum · 
Lychnis (Koekoeksbloem) · 
Minuartia (Veldmuur) · 
Moehringia · 
Moenchia · 
Myosoton · 
Petrorhagia (Mantelanjer) · 
Polycarpon · 
Sagina (Vetmuur) · 
Saponaria · 
Scleranthus (Hardbloem) · 
Silene · 
Spergula (Spurrie) · 
Spergularia (Schijnspurrie) · 
Stellaria (Muur) · 
Vaccaria · 
...